# FC Dinamo-Auto Tiraspol
FC Dinamo-Auto Tiraspol é uma equipe moldávio de futebol com sede em Tîrnauca. Disputa a primeira divisão da Moldávia (Divizia Naţională).
Seus jogos são mandados no Dinamo-Auto Stadium, que possui capacidade para 1.300 espectadores.

## História
O FC Dinamo-Auto Tiraspol foi fundado em 24 de Julho de 2009.